# Piercia divergens
Piercia divergens är en fjärilsart som beskrevs av Butler 1889. Piercia divergens ingår i släktet Piercia och familjen mätare. Inga underarter finns listade i Catalogue of Life.